# Regio's van Aruba

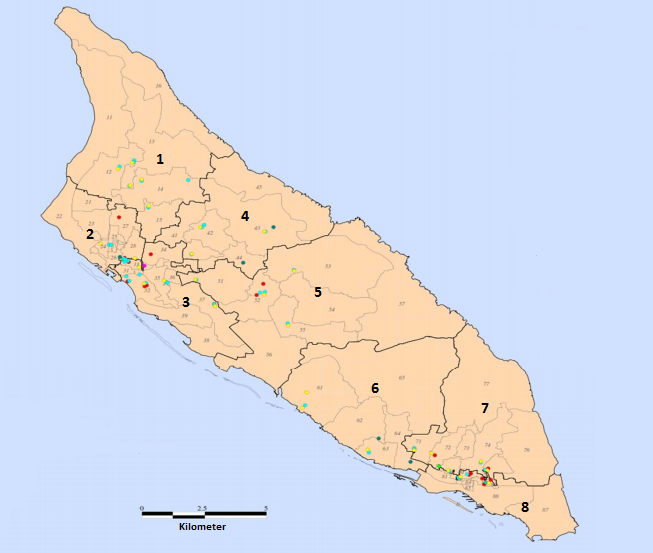
Regio's van Aruba

De regio's van Aruba vormen de hoogste administratieve onderverdeling van Aruba.
Aruba is onderverdeeld in acht regio's. Elke regio is onderverdeeld in zones (dorpen en wijken) die verder zijn onderverdeeld in straten. De onderverdeling heeft alleen een administrative, logistieke en statistische toepassing. Het eerste cijfer van de GAC code is de regio.:8
Aruba kent de volgende regio's::11
1. Noord/Tanki Leendert
2. Oranjestad West
3. Oranjestad Oost
4. Paradera
5. Santa Cruz
6. Savaneta
7. San Nicolas Noord
8. San Nicolas Zuid